# Mount Burch
Mount Burch ist ein 1400 m hoher Berg im ostantarktischen Viktorialand. Er ragt 5 km südöstlich des Mount Kelly an der Südflanke des George-Gletschers in den Anare Mountains auf.
Teilnehmer der vom australischen Polarforscher Phillip Law im Jahr 1962 geleiteten Australian National Antarctic Research Expeditions benannten ihn nach William Martin Burch (* 1938), Geophysiker bei dieser Forschungsreise.